# Stínava

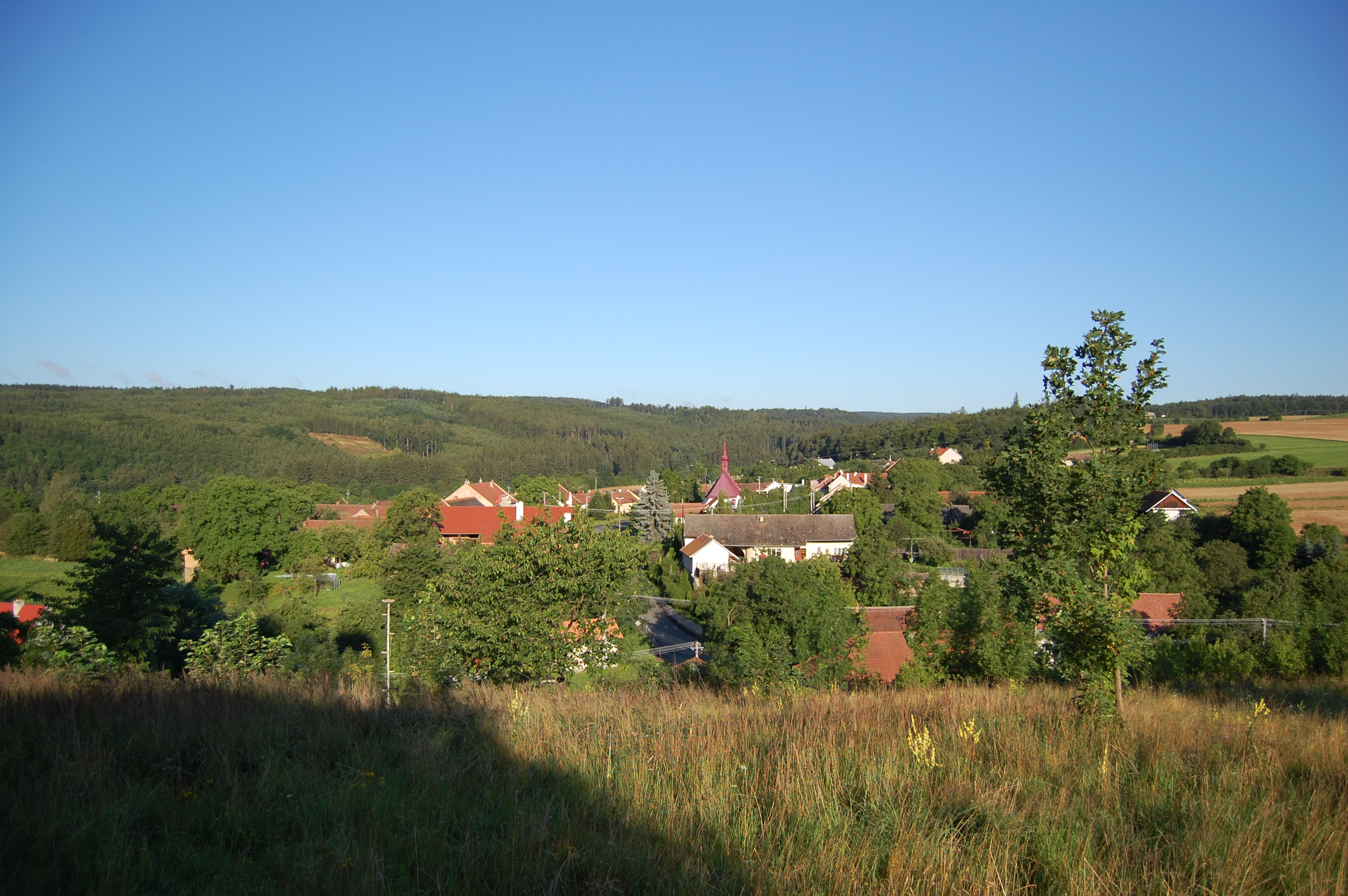
Blick auf Stínava

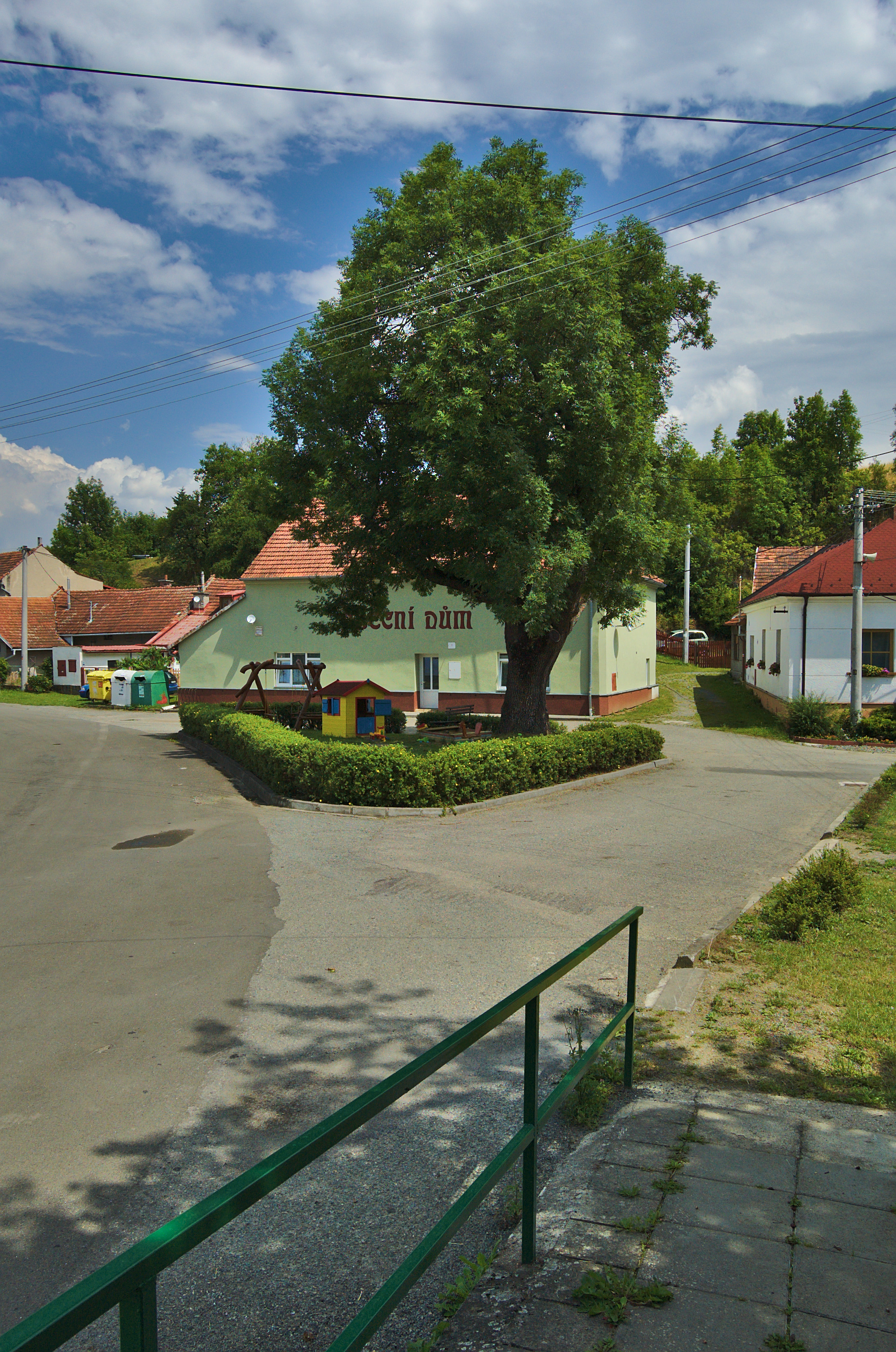
Gemeindehaus

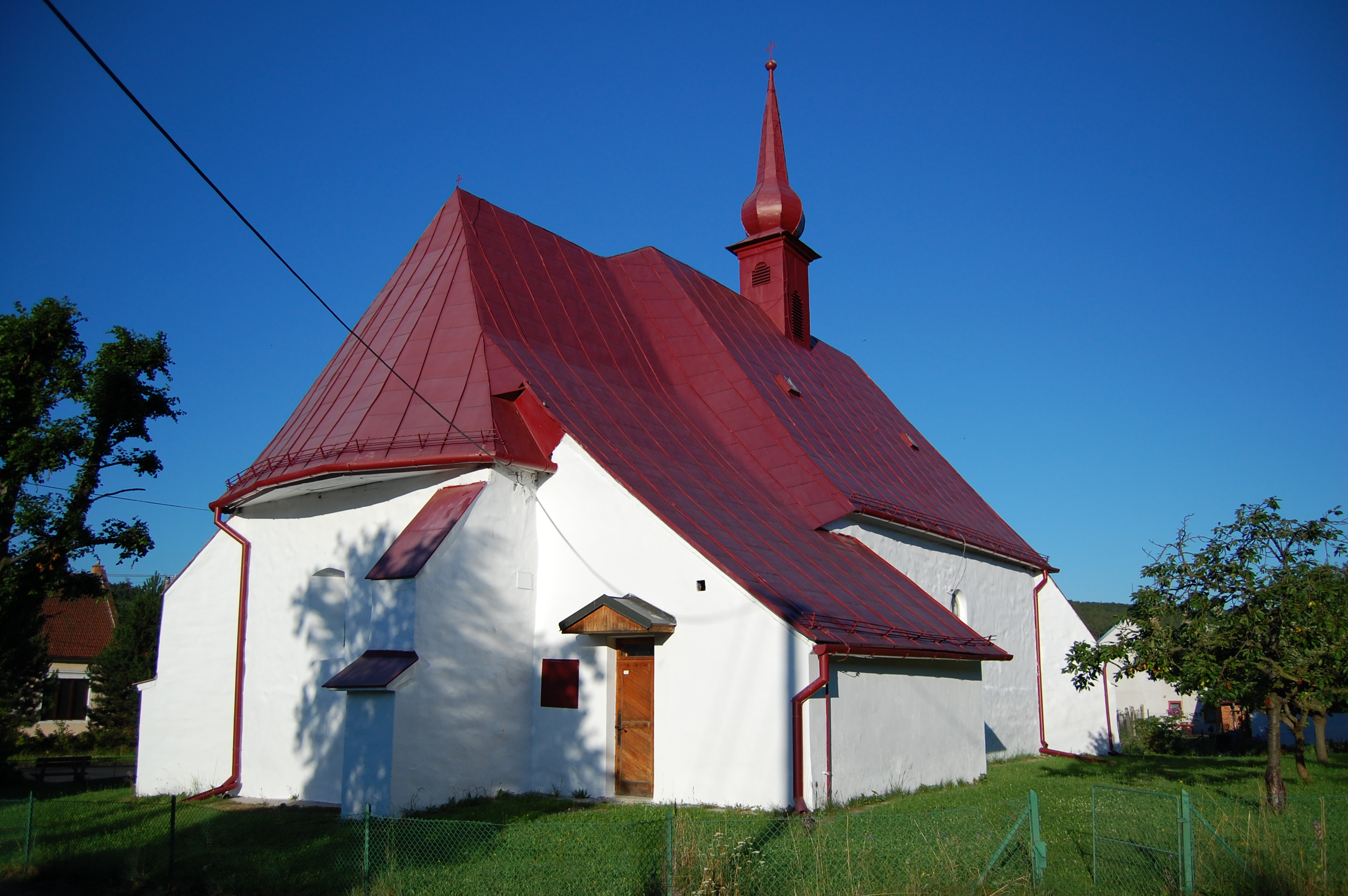
Kreuzerhöhungskirche

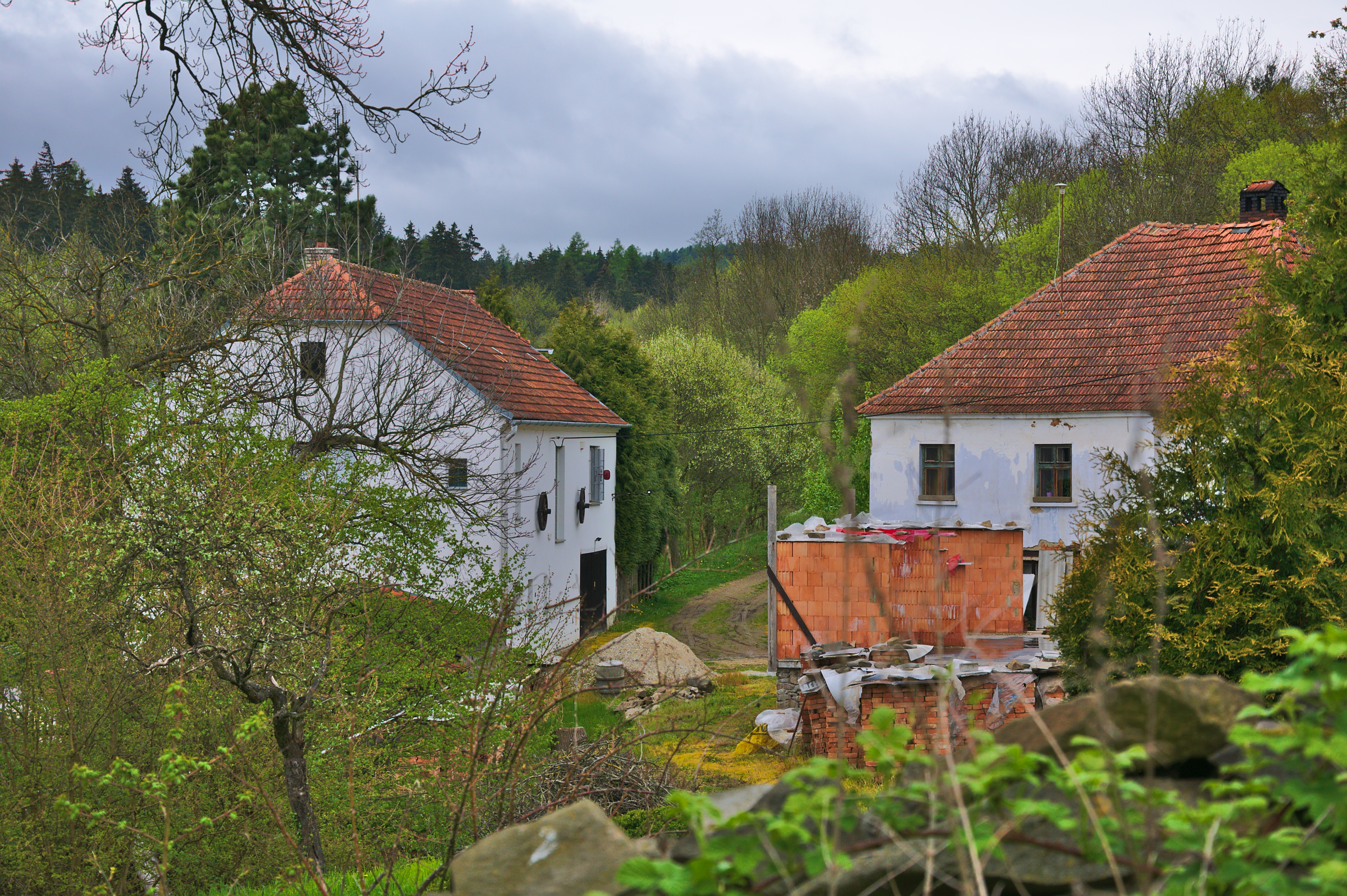
Obere Mühle

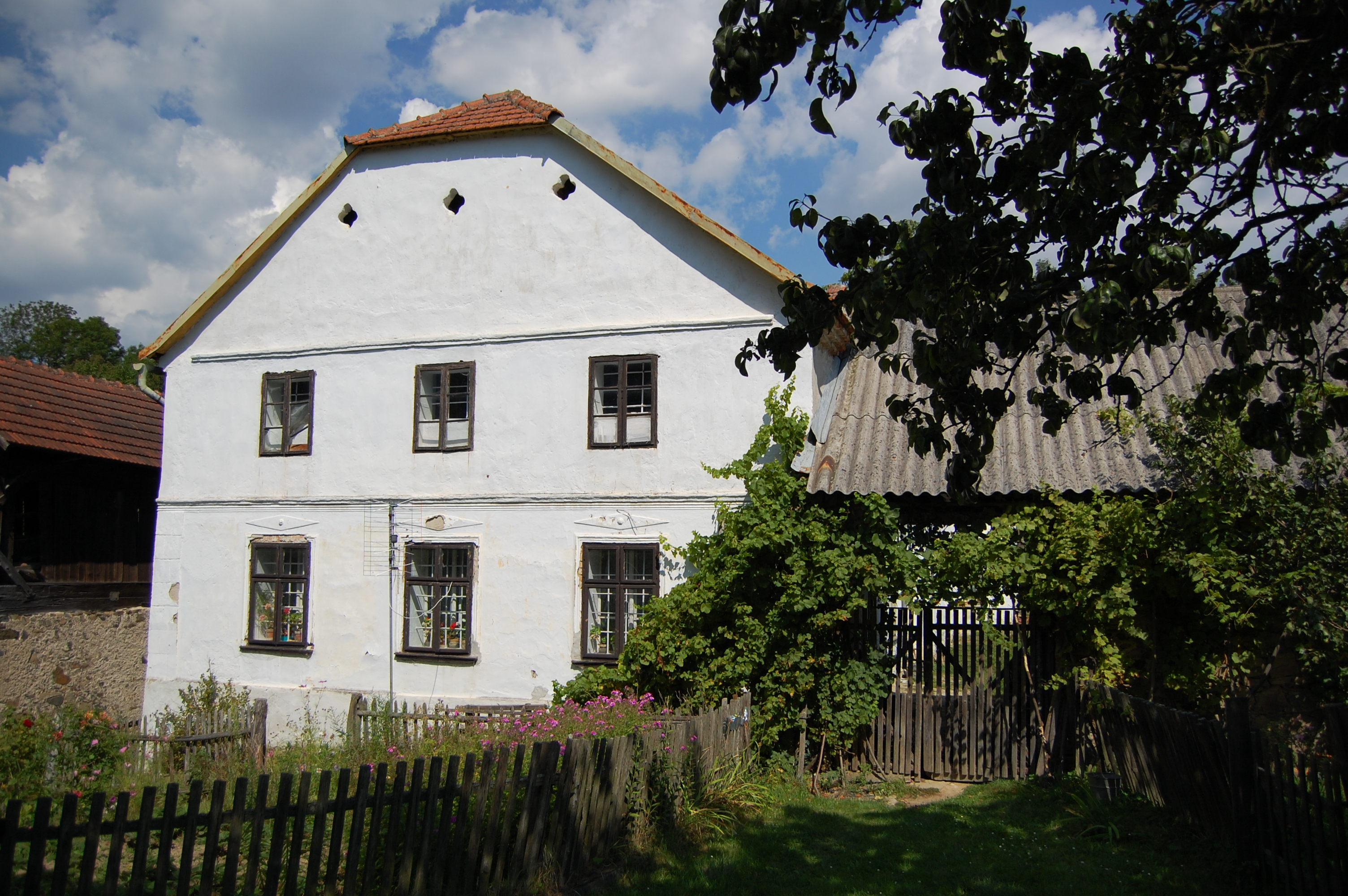
Untere Mühle

Stínava (deutsch Stinau) ist eine Gemeinde in Tschechien. Sie liegt sieben Kilometer nordwestlich von Plumlov und gehört zum Okres Prostějov.

## Geographie
Das von Hügeln und ausgedehnten Wäldern umgebene Linsenangerdorf Stínava befindet sich auf einer Terrasse linksseitig über dem Tal des Baches Okluka im Drahaner Bergland. Gegen Süden erstreckt sich der Truppenübungsplatz Březina. Nordwestlich erhebt sich der Hrádek (490 m. n.m.). Durch den Ort führt die Staatsstraße II/150 zwischen Prostějov und Boskovice.
Nachbarorte sind Stražisko, Pohodlí und Ptenský Dvorek im Norden, Holubice und Zdětín im Nordosten, Lešany und Ohrozim im Osten, Vícov und Hamry im Südosten, Drahany, Bousín und Repechy im Südwesten, Protivanov, Malé Hradisko und Skřivánkov im Westen sowie Okluky, Seč, Jednov und Suchdol  im Nordwesten.

## Geschichte
Die Gegend an der Okluka war bereits in der Frühzeit besiedelt, drei Kilometer westlich des Dorfes befand sich das keltische Oppidum Staré Hradisko.
Die erste schriftliche Erwähnung von Stínava erfolgte 1233 als Besitz des Albert von Stinaw. Wahrscheinlich wurde Stínava als Suburbium der Burg Čertův hrádek, deren eigentlicher Name nicht überliefert ist, angelegt. Die Bezeichnung „Zábraní“ (hinter dem Tor) für den östlichen – der Burg abgewandt – liegenden Teil des Dorfes deutet darauf hin, dass Stínava eine befestigte Siedlung gewesen sein könnte. Unter den Chaluppen Nr. 1 und 2 wurden 1881 die breiten und tiefen Fundamente eines großen mittelalterlichen Gebäudes, wahrscheinlich mit einer Brauerei, entdeckt.
Im Jahre 1358 verschrieb Henslin von Wyčow seiner Frau Sbinka 400 Mark auf die Dörfer Vícov und Stínava. Smil von Lessan trat 1384 seine Rechte auf Vícov, Stinawia und weiteren Dörfern an Jan Puška von Kunstadt († 1425) ab. Dieser verkaufte das Dorf Vícov sowie eine Hälfte von Stínava einschließlich des Pfarrpatronats 1408 seinem Bruder Heralt Puška von Kunstadt († 1419). Die andere Hälfte des Dorfes gehörte zur Herrschaft Plumenau; Peter II. von Krawarn verschrieb Anna, der Witwe des Herbord von Chylec, 1408 einen jährlichen Zins auf Stynawa. Da eine Pfarrei in Stínava später nicht mehr erwähnt wird, ist anzunehmen, dass diese während der Hussitenkriege erlosch. Der Überlieferung nach sollen die Bewohner des Dorfes zu Beginn der Kriege pikardisch geworden sein. Nachdem mit dem Tode des Georg von Krawarn 1466 das Adelsgeschlecht von Krawarn im Mannesstamme erloschen war, bestimmte 1490 dessen Tochter, Johanna verheiratete von Kunstadt, ihren Schwiegersohn Vratislav von Pernstein zum Erben der Herrschaft Plumenau. Im Jahre 1513 verkaufte Ladislav von Boskowitz-Trübau zusammen mit dem Gut Czech auch das Dorf Vícov mit der wüsten Burg sowie den zugehörigen Anteil von Stínava einschließlich der wüsten Burg Čertuwhrad an den Besitzer der Herrschaft Plumenau Wilhelm von Pernstein. Damit wurde das gesamte Dorf Stínava nach Plumenau untertänig. Nach dem Tode des Johann von Pernstein verkauften dessen Erben die verschuldete Herrschaft Plumenau im Jahre 1600 an Karl von Liechtenstein; sie wurde damit Teil des großen Majorates des Hauses Liechtenstein. 1831 entstand in Stínava eine Außenstelle der Ptiner Schule, unterrichtet wurde zunächst in verschiedenen angemieteten Räumen; später wurde ein eigenes Schulhaus bezogen. 
Im Jahre 1835 bestand das im Olmützer Kreis gelegene Dorf Stinau bzw. Stinawa aus 46 Häusern mit 337 mährischsprachigen Einwohnern. Haupterwerbsquelle bildeten die Landwirtschaft und die Forstarbeit. Im Ort gab es eine Tochterkirche der Erhöhung des hl. Kreuzes. Stinau war der Sitz eines der zehn herrschaftlichen Forstreviere. Pfarrort war Ptin. Am 20. April 1836 erbte Fürst Alois von und zu Liechtenstein die Herrschaft. Bis zur Mitte des 19. Jahrhunderts blieb Stinau der Fideikommissherrschaft Plumenau untertänig.
Nach der Aufhebung der Patrimonialherrschaften bildete Stínava / Stinau eine Gemeinde im Gerichtsbezirk Plumenau. Ab 1869 gehörte Stínava zum Bezirk Proßnitz; zu dieser Zeit hatte das Dorf 315 Einwohner und bestand aus 51 Häusern. 1874 wurde westlich des Dorfes ein neuer Friedhof angelegt. Am Ostersonntag 1898 brannte das Dachgeschoss der Schule ab. Der Brand verdeutlichte die Notwendigkeit einer eigenen Feuerwehr, da die Feuerwehren der umliegenden Orte bei Bränden in Stínava regelmäßig zu spät eintrafen. Am 25. März 1899 wurde die Freiwillige Feuerwehr Stínava gegründet. Im Jahre 1900 lebten in Stínava 332 Personen; 1910 waren es 327. Nach dem Ersten Weltkrieg zerfiel der Vielvölkerstaat Österreich-Ungarn, die Gemeinde wurde 1918 Teil der neu gebildeten Tschechoslowakischen Republik. Beim Zensus von 1921 lebten in den 62 Häusern von Stínava 329 Tschechen. Im selben Jahr entstand eine Ortsgruppe des Orel. 1930 bestand Stínava aus 64 Häusern und hatte 308 Einwohner. Im Jahre 1931 wurde an Stelle des Armenhauses ein neues Schulgebäude errichtet. Von 1939 bis 1945 gehörte Stínava / Stinau zum Protektorat Böhmen und Mähren. Im Jahre 1950 hatte die Gemeinde 243 Einwohner. Zum 1. Mai 1951 wurden die Wälder südlich und westlich von Stínava vom Gemeindegebiet abgetrennt und Teil des neuen Truppenübungsplatzes Březina. 1985 wurde Stínava nach Ptení eingemeindet. Seit dem Frühjahr 1995 besteht die Gemeinde Stínava wieder. Beim Zensus von 2001 lebten in den 71 Häusern der Gemeinde 148 Personen. Im Zuge der Verkleinerung des Truppenübungsplatzes wurde zum 24. Mai 2017 der Katastralbezirk Horky u Stínavy der Gemeinde Stínava zugeordnet.

## Gemeindegliederung
Für die Gemeinde Stínava sind keine Ortsteile ausgewiesen. Grundsiedlungseinheiten sind Stínava und Horky u Stínavy. Zu Stínava gehören außerdem die Einschichten Dolní Mlýn, Horní Mlýn und Nad Stínavou.
Das Gemeindegebiet gliedert sich in die Katastralbezirke Stínava und Horky u Stínavy, die räumlich durch die Gemarkung Vícov und den Truppenübungsplatz Březina voneinander getrennt sind.

## Sehenswürdigkeiten
- Kirche der Erhöhung des hl. Kreuzes, der einschiffige romanische Bau wurde im 13. Jahrhundert errichtet. Ihre heutige Gestalt erhielt sie bei Umbauten im 17. und 19. Jahrhundert. Ursprünglich war die Kirche von einem Friedhof umgeben, der 1874 aufgehoben wurde. Bis 1882 wurden das westlich der Kirche gestandene große Beinhaus und die Friedhofsmauer abgetragen.
- Ehemaliges Pfarrhaus, es befindet sich in Privatbesitz und wird zu Wohnzwecken und als Trafik genutzt.
- Steinernes Kreuz, an der Kirche
- Steinernes Kreuz, in den Feldern östlich von Stínava
- Kapelle „Na Zábraní“, bei der Quelle der hll. Kyrill und Method im östlichen Teil des Dorfes. Sie wurde 1881 anstelle eines 1764 errichteten und inzwischen verfallenen Vorgängerbaus, der der Jungfrau Maria geweiht war, neu errichtet. Der Legende nach sollen die Slavenapostel das Quellwasser zum Ritus der Taufe benutzt haben.
- Obere und Untere Mühle, die beiden ehemaligen Wassermühlen befinden sich südlich des Dorfes an einem von der Okluka abgeleiteten Mühlgraben
- Denkmal für die Gefallenen des Ersten Weltkrieges, auf dem Dorfanger
- Ruine der Burg Ježův hrad, südlich von Stínava auf dem Truppenübungsplatz
- Mittelalterliche Stadtwüstung Městisko, südlich von Stínava auf dem Truppenübungsplatz
- Wüste Burg Čertův hrádek, westlich von Stínava

## Söhne und Töchter der Gemeinde
- František Hasa (1863–1945), Maschinenbauingenieur, Lehrstuhlinhaber für Mechanische Technologie und Rektor der ČVUT
- Antonín Kalabis (1876–1953), Oberlandesbaurat in Brünn